# Gymnura
Gymnura is een geslacht van Chondrichthyes (Kraakbeenvissen) uit de familie van de vlinderroggen (Gymnuridae).

## Soorten
- Gymnura afuerae (Hildebrand, 1946)
- Gymnura altavela (Linnaeus, 1758)
- Gymnura australis (Ramsay & Ogilby, 1886)
- Gymnura bimaculata (Norman, 1925)
- Gymnura crebripunctata (Peters, 1869)
- Gymnura crooki (Fowler, 1934)
- Gymnura hirundo (Lowe, 1843)
- Gymnura japonica (Temminck & Schlegel, 1850)
- Gymnura lessae (Yokota & Carvalho, 2017)[1]
- Gymnura marmorata (Cooper, 1864)
- Gymnura micrura (Bloch & Schneider, 1801)
- Gymnura natalensis (Gilchrist & Thompson, 1911)
- Gymnura poecilura (Shaw, 1804)
- Gymnura sereti (Yokota & Carvalho, 2017)[1]
- Gymnura tentaculata (Müller & Henle, 1841)
- Gymnura zonura (Bleeker, 1852)